# Umm-Salal SC
Umm Salal Sport Club (arab. نادي أم صلال الرياضي) – katarski klub piłkarski z siedzibą w Umm Salal. 

## Historia
Umm Salal Sport Club został założony 1979 jako Al-Tadamun Club. W 2006 klub po raz pierwszy awansował do Qatar League. W premierowym sezonie klub zajął wysokie, trzecie miejsce w lidze katarskiej. Sukces ten Umm Salal powtórzył w następnym sezonie. W tym samym roku Umm Salal osiągnął największy sukces w historii klubu w postaci zdobycia Pucharu Emira Kataru. W 2009 klub reprezentował Katar w rozgrywkach Azjatyckiej Ligi Mistrzów. Umm Salal dotarł w tym rozgrywkach do półfinału, gdzie uległ w dwumeczu późniejszemu zwycięzcy – Pohang Steelers z Korei Południowej. W tym samym roku zdobył Puchar Szejka Jassema.

## Kadra
Skład na sezon 2011/2012
| Nr | Poz. | Piłkarz              |
| -- | ---- | -------------------- |
| 1  | BR   | Imad asz-Szammari    |
| 2  | OB   | Mohamed Husain       |
| 3  | PO   | Fawaz Al Khater      |
| 4  | OB   | Junes Jaghub Darwisz |
| 5  | PO   | Saud Ghanem          |
| 6  | PO   | Dżawad Ahannach      |
| 7  | PO   | Adel Lamy            |
| 10 | NA   | Firas Al Khatib      |
| 12 | PO   | Mohamad Aqib         |
| 13 | OB   | Mohamad Ahmad        |
| 14 | NA   | Mohamed El Sajed     |
| 17 | PO   | Ali Mahmud           |
| 19 | OB   | Nadim Mohmad Mohmad  |

| Nr | Poz. | Piłkarz                |
| -- | ---- | ---------------------- |
| 20 | PO   | Allab Kheir Eddine     |
| 22 | BR   | Saleh Alahjar          |
| 23 | NA   | Mourad Meghni          |
| 24 | PO   | Abdulaziz Al Jahri     |
| 26 | OB   | Dahi Al Naemi          |
| 27 | OB   | Faisal Hadi            |
| 28 | BR   | Mohamed Anjas          |
| 30 | NA   | Laith Faisal Al Kendi  |
| 31 | BR   | Mustafa Kardin         |
| 32 | OB   | Ismail Ebrahim Dahqani |
| 38 | OB   | Kamal Hani             |
| 40 | OB   | Hamadi Al Marri        |
| 42 | BR   | Tariq Rashid Eid       |

## Sukcesy
- Puchar Emira Kataru: 2008.
- Puchar Szejka Jassema: 2009.
- półfinał Azjatyckiej Ligi Mistrzów: 2009.

## Znani piłkarze w klubie
| - Mohammed Al-Sayed - Adel Lamy - Fábio César Montezine - Magno Alves de Araújo - Gabri - Sabri Lamouchi - Mario Melchiot - Adil Ramzi - Rachid Rokki | - Muhammad Husajn - Husajn Ali Baba - A'ala Hubail - Husajn Abd Allah - Bassim Abbas - Peżman Montazeri - Moussa N’Diaye - Mourad Meghni - Aristide Bancé |

## Trenerzy
- Gérard Gili (2008-10)

## Sezony wQatar League
| Sezon   | Uzyskane Miejsce |
| ------- | ---------------- |
| 2006-07 | 3                |
| 2007-08 | 3                |
| 2008-09 | 6                |
| 2009-10 | 7                |
| 2010-11 | 9                |